# 유향나무속
유향나무속 또는 보스웰리아속(Boswellia)은 감람나무과에 속하는 속씨식물 속이다. 유향나무 등을 포함한 30여 종으로 이루어져 있다.

## 하위 종
| - B. ameero - B. boranensis - B. bricchettii - B. bullata - B. chariensis - B. dalzielii - B. dioscoridis - B. elegans - B. elongata - B. frereana - 소말리아 북부 - B. globosa - 소말리아 북부 - B. hildebrandtii - B. holstii - B. microphylla - 에티오피아, 소말리아, 케냐 | - B. multifoliolata - B. nana - B. neglecta - 아프리카 - B. odorata - B. ogadensis - 에티오피아 - B. ovalifoliolata - 인도 - B. papyrifera - 아프리카 - B. pirottae - 에티오피아 - B. popoviana - B. rivae - 에티오피아, 소말리아, 케냐 - B. ruspoliana - 유향나무(B. sacra) - 이명 B. carterii, 소말리아, 예멘, 오만 - B. serrata - 이명 B thurifera, 인도 - B. socotrana - 소코트라섬 |